# Drosophila imitator
Drosophila imitator är en tvåvingeart som beskrevs av Elmo Hardy 1965. Drosophila imitator ingår i släktet Drosophila och familjen daggflugor.
Artens utbredningsområde är Hawaii.